# Radek Vítek
Radek Vítek (* 24. Oktober 2003 in Vsetín) ist ein tschechischer Fußballtorwart.

## Karriere

### Verein
Vítek begann seine Karriere beim SK Sigma Olmütz. Zur Saison 2020/21 wechselte er nach England in die Jugend von Manchester United. Im Oktober 2021 debütierte er für die Reserve von United. Im September 2022 stand er erstmals im Profikader der Engländer, zu einem Einsatz kam er aber in den Saisonen 2022/23 und 2023/24 nicht. Im Januar 2024 wurde Vítek an den Viertligisten Accrington Stanley verliehen. Für Accrington absolvierte er bis zum Ende der Saison 2023/24 18 Spiele in der EFL League Two.
Im August 2024 wurde er an den österreichischen Bundesligisten FC Blau-Weiß Linz weiterverliehen. Während der Leihe absolvierte Vítek 26 Partien in der Bundesliga. Im Juli 2025 folgte die nächste Leihe, diesmal schloss Vítek sich innerhalb Englands dem Zweitligisten Bristol City an.

### Nationalmannschaft
Vítek debütierte im September 2023 für die tschechische U-20-Auswahl.